# UDAR
Den Ukrainske demokratiske alliance for reformer, UDAR (ukrainsk: Український демократичний альянс за реформи Віталія Кличка) er et ukrainsk parti. Forkortelsen UDAR er samtidig det ukrainske ord for slag.
Partiet blev stiftet i marts 2005 og har siden 2012 været repræsenteret i det ukrainske parlament. Partiets leder siden 24. april 2010 er Vitalij Klytjko, tidligere verdensmester i sværvægtsboksning og siden 2014 borgmester i Kyiv.
UDAR har observatørstatus i det Europæiske Folkeparti.

## Valgresultat parlamentsvalet 2012
- Parlamentsvalget 2012